# Acarigua (Venezuela)
Pour les articles homonymes, voir Acarigua.
Acarigua est le chef-lieu de la municipalité de Páez dans l'État de Portuguesa au Venezuela. Autour de la ville s'articule la division territoriale et statistique de Capitale Páez. La population de la conurbation qu'elle forme avec Araure est estimée à plus de 500 000 habitants.